# Betty Heukels
Elisabeth Anna Betty Heukels (Róterdam, Países Bajos, 22 de abril de 1949) es una nadadora retirada especializada en pruebas de estilo combinado. Fue campeona de Europa de 400 metros estilos durante el Campeonato Europeo de Natación de 1966.
Representó a Países Bajos en los Juegos Olímpicos de Tokio 1964.

## Palmarés internacional
| Campeonato Europeo de Natación | Campeonato Europeo de Natación | Campeonato Europeo de Natación | Campeonato Europeo de Natación |
| Año                            | Lugar                          | Medalla                        | Prueba                         |
| ------------------------------ | ------------------------------ | ------------------------------ | ------------------------------ |
| 1966                           | Utrecht ( Países Bajos)        | Medalla de oro                 | 400 m estilos                  |